# Dioscorea gaumeri
Dioscorea gaumeri är en enhjärtbladig växtart som beskrevs av Reinhard Gustav Paul Knuth. Dioscorea gaumeri ingår i släktet Dioscorea och familjen Dioscoreaceae. Inga underarter finns listade i Catalogue of Life.